# غلين إنجلش
غلين إنجلش (بالإنجليزية: Glenn English)‏ هو سياسي أمريكي، ولد في 30 نوفمبر 1940 في الولايات المتحدة. حزبياً، نشط في الحزب الديمقراطي. وقد في انتخابات مجلس النواب الأمريكي 1990 ‏، انتخب عضو مجلس النواب الأمريكي عن دائرة Oklahoma's 6th congressional district ‏ وقد انضم خلال فترته النيابية ‏ (3 يناير 1991 – 3 يناير 1993)  للكتلة البرلمانية الحزب الديمقراطي وفي انتخابات مجلس النواب الأمريكي 1992 ‏، انتخب عضو مجلس النواب الأمريكي عن دائرة Oklahoma's 6th congressional district ‏ وقد انضم خلال فترته النيابية ‏ (5 يناير 1993 – 7 يناير 1994)  للكتلة البرلمانية الحزب الديمقراطي وانتخب عضو مجلس النواب الأمريكي.